# 华阴老腔

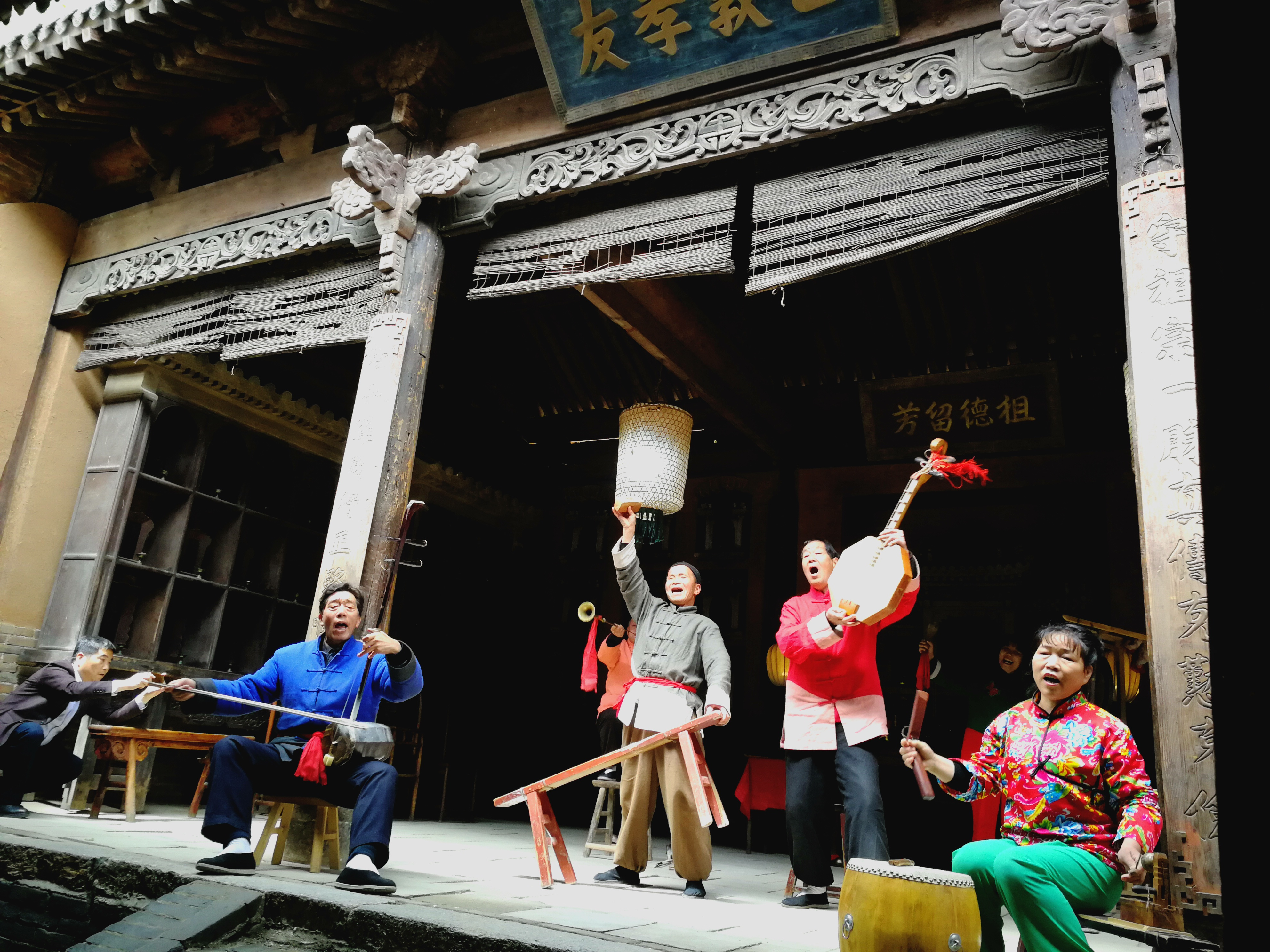
白鹿原影视城攝制华阴老腔

华阴老腔，漢語中原官話的皮影戏曲剧种，发源於17世紀明末清初的陕西华阴县。
2003年劇目《古韻鄉趣》大幅改革华阴老腔最基礎的唱腔和故事，並把皮影演員從「幕布後配音演唱」改為「舞台前吼叫」，在該年渭南市文藝匯演大獲好評，自此新式华阴老腔成為主流。21世紀华阴老腔的經典動作「砸板凳」是2004年《取中山》劇目的新發明。這種新式华阴老腔經2006年林兆華導演的話劇《白鹿原》採用，自此華陰老腔在中國文藝界廣為人知。2016年歌手谭维维在央视春晚演唱《华阴老腔一声喊》，全國觀眾皆知。2006年列入第一批国家级非物质文化遗产名錄。
以演員數量而言，老腔皮影是「小戲」，可以壓縮至五人，方便小農村演出；與此對比的是秦腔、眉戶戲、蒲劇等「大戲」，唱一本戲要幾十人。

## 渊源
最廣為接受的說法是发源於17世紀明末清初。華陰縣文化館退休幹部楊甫勛在《華陰老腔》指出：「（湖北老河口鎮的乞丐）孟兒的說書藝術在明朝中期（約1500年）到了華陰泉店鎮，並開始變革向戲曲演化，到了明朝後期（約1600年），已有了戲曲聲腔的雛形，到了明末（約1640年），形成了老腔皮影戲，至今已有近400年的歷史。」据《华县志》，老腔皮影亦可称作拍板调，于清乾隆元年至十年（即1736到1745）就已经盛行在华州。
另一種說法是「漕運」說。1980年代考古掘究到華陰曾有一個漢代粮仓「京師倉」，漕运直通长安，带头的船工喊着船工号子，由此诞生了老腔。

### 发展历史
原是华阴市泉店村张家户族的家族戏（原则为只传本姓本族，不传外人）。
老艺人段天焕回忆说道，在清朝嘉庆、道光年间，《范雎相秦》《玉瓶赠金》《祥麟镜》《四贤册》等剧目都被演出。与原先的秦腔唱调相比较，发现有“三放不如一遏”这样的艺术效果，于是就取名为“遏工小调”，艺人们称之为“遏工”。后来到了清朝同治、光绪年间，皮影班社以及著名艺人又相继地出现，主要有《滚龙床》《红拆书》《铁冠图》《艘孤》《清河桥》等剧目被演出。中華民國抗日戰爭期間，阿宫腔戏剧班相继解散，只有段天焕这一个戏班子还在坚持。1950年代，富平县政府组织以段天焕为首的老艺人们成立了民乐皮影戏社。于1958年，政府又将富平县三团改成富平县阿宫剧团，《乔太守乱点鸳鸯谱》《玉瓶赠金》《女巡按》《锦香亭》《王魁负义》《四贤册》《白蛇传》《翰墨缘》《金鳞记》等等传统戏剧和《鸡毛信》《雷锋》《红石钟声》《八一风暴》《三姑娘》《两家亲》等等现代戏剧陆续被创作、改编以及演出，并在1961年赶赴北京进行了文艺汇报演出，受到了戏剧专家们以及观众们的欢迎。1966年無產階級文化大革命期間，全國戲曲大受重創。

## 类别
华阴老腔可被分为两大类：

### 阿宫腔
亦被称作北路秦腔。因其唱腔的艺术特点为翻该遏低，所以也被称作遏宫腔。流行的范围有咸阳（礼泉、兴平、泾阳、三原、乾县）、渭南（富平）、西安（高陵、临潼）、铜川（耀县）等等地区。
阿宫腔原来的演出形式是皮影，在1960年被搬上了大舞台，并对常腔、表演、音乐伴奏和舞台美术方面作出了些许变革，但原有的特点仍然被保持住了。
其特点为婉转动听、刚劲有力且激昂，并假嗓翻高唱出。
阿宫腔的剧目取材广泛、内容内容，已经发掘整理出来的传统剧目就有六百多本。剧目的唱词微显朴实、生活乡土气息浓郁。其中，取材于历史的剧目，大多都是以揭露封建统治者的昏庸无道、荒淫无度、残忍无理并且批判卖国苟且、表现民族气概为目的所创作的戏，像是《七箭书》《重耳走国》等等。而取材民间故事的剧目，大多都是以反映家庭伦理道德、男女爱情离合、抨击忘恩负义以及赞颂清正廉明、刚正不阿的清官为目的所创作的戏，像是《西厢记》《金鳞记》《王魁负义》《女巡按》等等。而取材于现实生活的剧目，大都是以抨击邪恶势力及恶少劣妇为目的而创作的讽刺性喜剧，像是《三婆娘顶嘴》《屎巴牛招亲》《打锅》《抹牌》等等。
生、旦、净、丑皆为阿宫腔角色行当，表演上基本是沿袭了秦腔的形式，并且采用了某些皮影所特有的表演动作，显得尤为独特别致，而且在表演上也有塌城、剑出鞘、踢打等等武打特技。

### 弦板腔
弦板腔主要流行于咸阳（乾县、礼县、兴平）、宝鸡、凤翔等地和甘肃的东部一带。据说，在清朝嘉庆十八年(即公元1831年)就在民间开始流传了。其唱腔包括了“慢板”“紧板”“滚板”“气死人板”“撇板”“二六板”等等。剧目有500余本，至今已经整理出来了350余本，武戏比文戏要多，除了“三国”“列国”等等连台本戏外，还是有《碧玉簪》这样一类的才子佳人戏剧。
弦板腔是以皮影的形式而演出，乐队短小精悍，文武场面相互兼顾，音乐形式有些单调，唱腔大多数都是上下两句反复演唱，“二次板”和紧板更像是说唱性的“板壳子”。它的同样板式的“板头”与“放板”之后的长过门，大部分都是同一个主体曲调的加花变种，句子中的小过门，基本上是吹腔旋律的不断变换与延长。
弦板腔的板式有10余种，正板（慢板）为核心板路。除此之外，使用较为频繁的还有“紧板”“滚白”“撇板”等等。“气死人”（“阴死板”、“提头”等）事实上是局部变化唱腔的正板；“伤音子”是指在紧板的首句再加上拖腔，基本上是归属于带字叫板的唱法。剩下的的“尖板”“二六”“三不齐”“三偕一”“七偕一”等等，皆为短暂式的插入性板式，很少是独使用。
弦板腔的唱词，大部分都是7字句与10字句的，同样也有6字句、8字句与9字句的。它的音乐伴奏，除了其中一部分是模拟唱腔或者是衬托节奏外，一般情况下是仅伴奏句中或者是句尾的过门，宛若曲子戏的演唱形式。“扎板子”在唱腔中起着主击节的作用，因此唱腔能够清晰、雅致且易懂。

## 特点
华阴老腔的声腔气魄具有刚直、高亢、激昂、磅礴和豪迈的特点，十分追求自在随兴这样的爽快感，曲调听起来略有关西大汉咏唱之慨，因此华阴老腔亦被誉作黄土高坡之上的“最早的摇滚”。

## 乐器
大部分乐器都是老艺人们自己的作品。五个人就可以完成像是月琴、板胡、大锣、马锣、引锣、战鼓、惊木 、干鼓、梆子和钟铃等等这样的乐器，每一个乐器都有自己的用处，各尽其职，并且都有各自所归属的称呼。

## 伴奏
唢呐并不用在华阴老腔的伴奏音乐中，而檀板是被设在了拍板节奏上，这些都构成了这种剧种的特长，也使华阴老腔成为了优秀的传统文化且具有宝贵的价值。

## 名家
王振中是一位老腔著名艺人，人们称它他“白毛”，甚至白毛这一称呼的知名度超过他的名字。眉发如雪是他的特点，且对老腔具有超高的悟性。他进行了大胆的创新，对老腔音乐唱腔作出了改革，也丰富了老腔的演出效果。张艺谋在1993年所拍摄的电影《活着》，剧中的老腔正是他所演唱的。

## 表演与传承
在关中民俗博物院和白鹿原影视城皆有华阴老腔表演。